# Negyedik fal
A negyedik fal egy képzeletbeli, láthatatlan fal, mely a színházban elválasztja a nézőket a színpad külön világától.
Annak ellenére, hogy a kifejezést először a színházi életben használták, ahol a színészek valóban három fal és egy képzeletbeli negyedik között játszottak a színpadon, a fogalom meghonosodott a filmművészetben, az irodalomban, továbbá fellelhető egyes videójátékokban is.

## A negyedik fal áttörése
Egy színész a színpadon akkor „töri át” a negyedik falat, mikor játékában, mint a darab szereplője, valamilyen formában a nézőközönség tudtára adja, hogy tisztában van vele, hogy azok figyelik őt.
Az Űrgolyhók című film akkor „töri át” a negyedik falat, amikor Lord Helmet megnézi a film kalózváltozatát.
A Playstationre megjelent Metal Gear Solid című videójáték többször is áttöri a negyedik falat, például a továbbjutáshoz szükséges kód megszerzéséhez a szereplők javasolják, hogy nézzük meg a játék dobozának a hátlapját, vagy az egyik ellenség elleni harcnál tanácsolják, hogy használjuk ki a 2 csatornás sztereó hang adta előnyt az ellenség pozíciójának meghatározásához.
Deadpool a Marvel képregényekben ismert antihős mindig beszél az olvasóhoz és így folyamatosan áttöri a negyedik falat.